# Detail (Bauwesen)

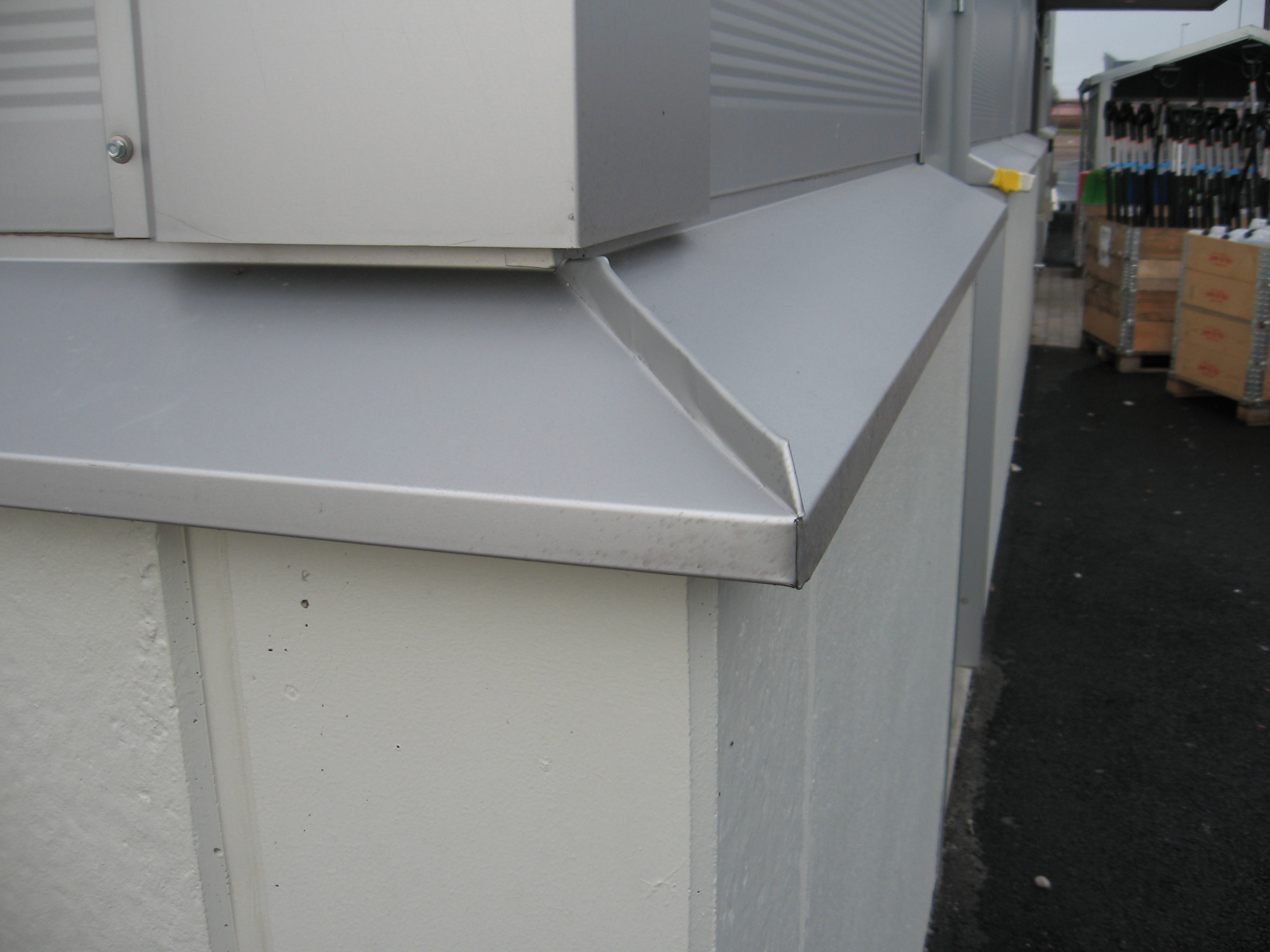
Detailphoto: Eckdetail einer Metallabdeckung

Als Detail bezeichnet man im Bauwesen eine Einzelheit eines Bauwerks, also ein einzelnes Bauteil oder die Fügung einzelner Bauteile als Aspekt des Gesamtgefüges. Das kann zum Beispiel eine Gebäudeecke oder der Anschluss eines Fensters in die Fassade sein. Die ästhetische und konstruktive Qualität eines Bauwerks wird durch die sorgfältige Planung und Ausführung der Details wesentlich mitbestimmt. So ist zum Beispiel die Erstellung eines Gebäudes im Passivhaus-Standard nur möglich, wenn alle Details den Anforderungen an Dämmung und Dichtigkeit entsprechen.

## Detailzeichnung

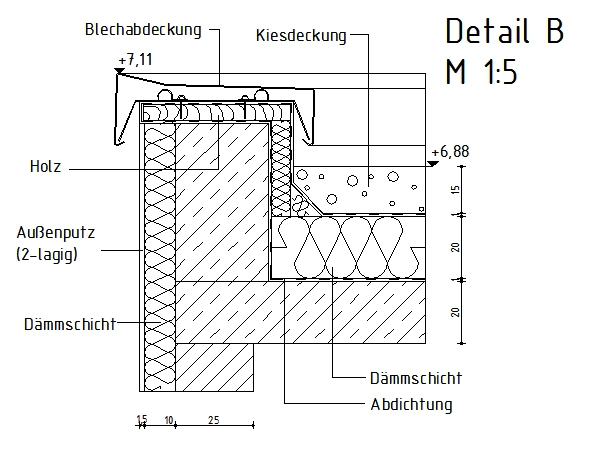
Detailzeichnung: Schnitt durch Flachdach

Details werden in der Bauplanung in Detailzeichnungen (oft auch kurz: Details) dargestellt. Das ist eine vergrößerte Darstellung eines Ausschnitts aus einer Bauzeichnung. Gelegentlich werden schon im Entwurfsstadium wichtige Details skizziert. Hauptsächlich werden Details jedoch in den Werkplänen der Ausführungsplanung verwendet, um die gewünschte Art der Ausführung auf der Baustelle präzise zu definieren.
Die Besonderheit der Detailzeichnung gegenüber der normalen Bauzeichnung liegt in der Genauigkeit der Abbildung. So werden Detailzeichnungen mit Maßstäben von 1:20 bis 1:1 angefertigt. In diesen Maßstäben können verschiedene Materialien besser erkannt und Maße besser zugeordnet werden. Werkpläne mit dem Maßstab von 1:50 eignen sich nur bedingt für genaue Konstruktionsaufgaben.
Der Platzbedarf einer Detailzeichnung ist durch den größeren Maßstab umfangreicher als bei einer Zeichnung mit kleinerem Maßstab. Deshalb werden auf den Bauplänen immer nur Detailausschnitte eingefügt. Diese Ausschnitte zeigen Stellen in der Bauzeichnung die besonders feingliedrig sind (Anschlüsse, Wand- oder Bodenaufbau, Haustechnik) und bei der Bauausführung von besonderem Interesse sind. 
Für die Anfertigung von Detailzeichnungen gelten die üblichen Zeichenvorschriften bezüglich Strichstärke, Schraffur und Bemaßung. Diese Vorschriften sind in der DIN 1356 festgelegt.
Mit Baudetails befassen sich Buchveröffentlichungen und Fachzeitschriften wie Detail.